# Halogeneto de prata
O halogeneto de prata é a principal substância que é colada com gelatina em uma camada de plástico para formar o filme fotográfico. 
A descoberta de que o halogeneto de prata escurecia na presença da luz fez surgir várias especulações sobre possíveis aplicações, entre elas a escrita em folhas de halogeneto sem a utilização da tinta (apenas com a presença de feixes de luz, ou projetando a luz sobre moldes em formato de letras ou figuras). A esta escrita foi dado o nome de fotografia (esta palavra vem do grego: φως [fós] ("luz"), e γραφις [grafis] ("estilo", "pincel") ou γραφη grafê, e significa "desenhar com luz", ou "escrever com luz").
A descoberta final necessária era de achar um corrosivo para o halogeneto, de forma a ele não queimar quando voltar a ficar exposto na luz, e garantir que a obra fique preservada. Isto foi conseguido apenas em 1824 pelo "pai da fotografia", Joseph Nicéphore Niépce.

## A ideia de se registrar imagens de ambiente com a substância

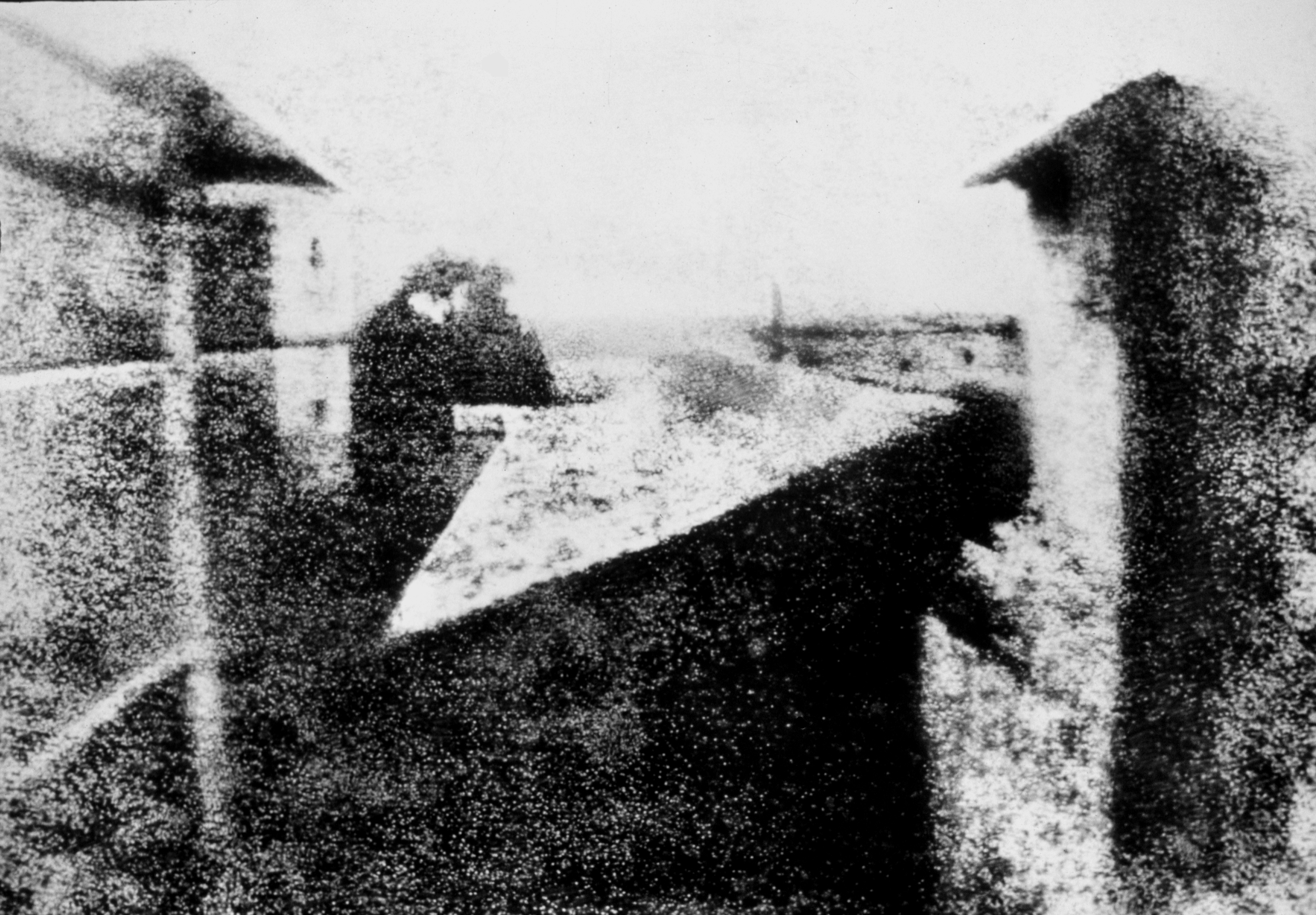
Esta é a mais antiga imagem de um ambiente (sem moldes ou direcionamento intencional da luz) a resistir até os dias de hoje a utilizar-se de película do Halogeneto de Prata.

Outra aplicação, que utilizava propriedades de óptica, era mais ambiciosa e ao princípio era de pouca qualidade. A heliografia, nome original para o que hoje entendemos por fotografia, visava não a manipulação da luz para formar figuras moldadas, mas registrar o próprio ambiente presente. Muitos tentaram este feito, mas o primeiro bem-sucedido foi o francês Joseph Nicéphore Niépce, o "pai da fotografia".
Niépce começou seus experimentos fotográficos em 1793, mas as imagens desapareciam rapidamente. Ele conseguiu imagens que demoraram a desaparecer em 1824 e o primeiro exemplo de uma imagem permandente ainda existente foi tirada em 1826. Ele chamava o processo de heliografia e demorava oito horas para gravar uma imagem.

## A ideia de aprimorar a imprensa com halogeneto de prata

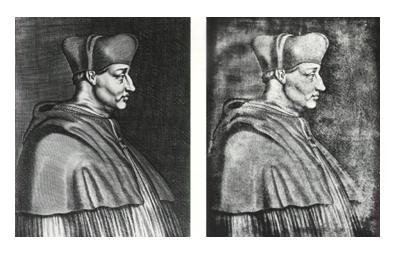
À esquerda uma figura de 1650 do cardeal Georges D'Amboise. A direita uma cópia da imagem utilizando a fotografia no halogeneto de prata.

Até o ano de 1455, ano da edição da primeira bíblia de Johannes Gutenberg, os livros eram copiados à mão ou através de carimbos que representavam as letras do alfabeto.
Até meados do século XIX a tecnologia de Johannes Gutenberg foi utilizada praticamente da mesma forma, e ainda funcionava à tinta e por movimentação humana. A partir da publicação da cópia fotográfica da imagem de Georges D'Amboise em 1826, no mesmo ano que começaram a surgir as primeiras fotografias de longa duração (e algumas deste ano existem até hoje), a imprensa abraçou a ideia instantaneamente: passaram a copiar livros e jornais inteiros apenas utilizando-se da fotografia em halogeneto de prata.